# Seznam vévodů z Braganzy
Toto je seznam vévodů z Braganzy (portugalsky Duques de Bragança), členů portugalského šlechtického rodu Braganzů, podle města Bragança v severním Portugalsku. V letech 1640–1910 patřil titul vévody z Braganzy také následníkům trůnu panovnické dynastie.

## Seznam

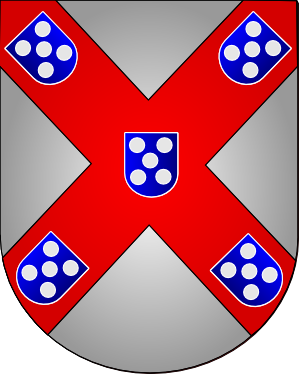
Erb vévodů z Braganzy do doby panování vévody Jakuba

- 1442–1461: Alfons I. (1377–1461), nemanželský syn krále Jana I. Portugalského, byl jmenován 1442 prvním vévodou z Braganzy, oženil se roku 1380 s Beatrix (Beatriz), dědičnou dcerou Nuna Álvara Pereiry a podruhé roku 1420 podruhé s Konstancí z Noronhy.
- 1461–1478: Ferdinand I. (1403–1478), druhý vévoda z Braganzy, syn vévody Alfonse I. a vévodkyně Beatrix, oženil se roku 1429 s Janou z Castra.
- 1478–1483: Ferdinand II. (1430–1483, popraven), třetí vévoda z Braganzy, syn vévody Ferdinanda I. a Jany z Castra, oženil se roku 1447 poprvé s Leonorou z Menezes a podruhé roku 1472 s princeznou Alžbětou (Isabel) Portugalskou, vnučkou krále Eduarda I. Jeho mladší bratr Álvaro de Bragança založil linii vévodů z Cadavalu.

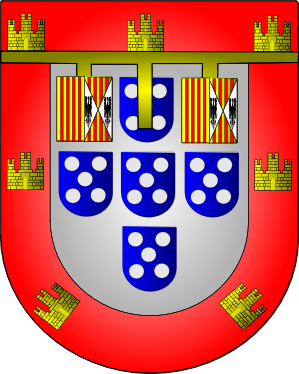
Erb vévodů z Braganzy od vévody Jakuba

- 1483–1532: Jakub (Jaime) (1479–1532), čtvrtý vévoda z Braganzy, syn vévody Ferdinanda II. a princezny Alžběty Portugalské, oženil se roku 1500 s Leonore z Mendozy a v roce 1520 podruhé s Janou z Mendozy.
- 1532–1563: Teodosius I. (1510–1563), pátý vévoda z Braganzy, syn vévody Jakuba a Leonory z Mendozy, oženil se roku 1520 s Alžbětou (Isabel) a v roce 1559 s Brites z Lancastru.
- 1563–1583: Jan I. (João I.) (1543–1583), šestý vévoda z Braganzy, oženil se roku 1565 s princeznou Kateřinou Portugalskou (1540–1614), vnučkou krále Emanuela I.
- 1583–1630: Teodosius II. (1568–1630), sedmý vévoda z Braganzy, syn vévody Jan I. a Kateřinou Portugalskou, oženil se roku 1603 Anna z Velasca a Gironu.
- 1630–1656: Jan II. (1604–1656), osmý vévoda z Braganzy, syn vévody Teodosia II. a Anny z Velasca a Gironu, oženil se roku 1633 s Luisou z Gusmão, roku 1640 nastoupil na portugalský trůn jako Jan IV.

V době, kdy Braganzové a dynastie sasko-kobursko-gothajská držely portugalský trůn (1640–1910), měl tehdejší portugalský následník trůnu také titul vévody z Braganzy. V roce 1836 byl tento titul propůjčen Ferdinandovi II. coby princi manželovi při sňatku, ještě než se stal titulárním králem.

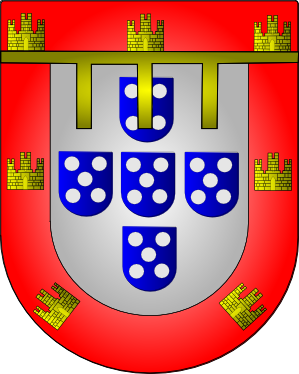
Erb portugalského následníka trůnu coby vévody z Braganzy

Petr IV. (= císař Petr I. Brazilský) po své abdikaci na brazilský císařský titul v roce 1831 znovu přijal titul vévody z Braganzy, který nosil až do své smrti roku 1834.
Hlavní představitel legitimistické větve rodu Braganzů, tedy potomků exilového krále Michala I., kteří také užívali titul vévody z Braganzy, což však až do roku 1921 nebylo uznáno ze strany portugalských králů:
- Michal Maria Karel (1853–1927), vévoda z Braganzy, syn krále Michala Portugalského a princezny Adléty z Löwenstein-Wertheim-Rosenbergu. Roku 1877 se oženil s Alžbětou z Thurnu a Taxisu a roku 1893 s Marií Terezou, princeznou z Löwenstein-Wertheim-Rosenbergu
- Duarte Nuno (1907–1976), vévoda z Braganzy, syn vévody Michala z Braganzy a princezny Marie Terezie. Roku 1942 se oženil s Marií Františkou z Orléans a Braganzy, princeznou brazilskou, pravnučkou císaře Petra II. Brazilského. V roce 1921 ho poslední v exilu žijící portugalský král Emanuel II. uznal za následníka a tudíž i hlavu rodu Braganzů.
- Eduard Pius (Duarte Pio) (* 1945), vévoda z Braganzy, současná hlava rodu Braganzů, v roce 1995 se oženil s Isabel Inês z Castra Curvelo de Herédia.